# Peugeot Type 13, 22, 34 e 35
Type 13, 22, 34 e 35 erano i nomi dei quattro mezzi commerciali prodotti tra il 1895 e il 1901 dalla Casa automobilistica francese Peugeot.

## Profilo

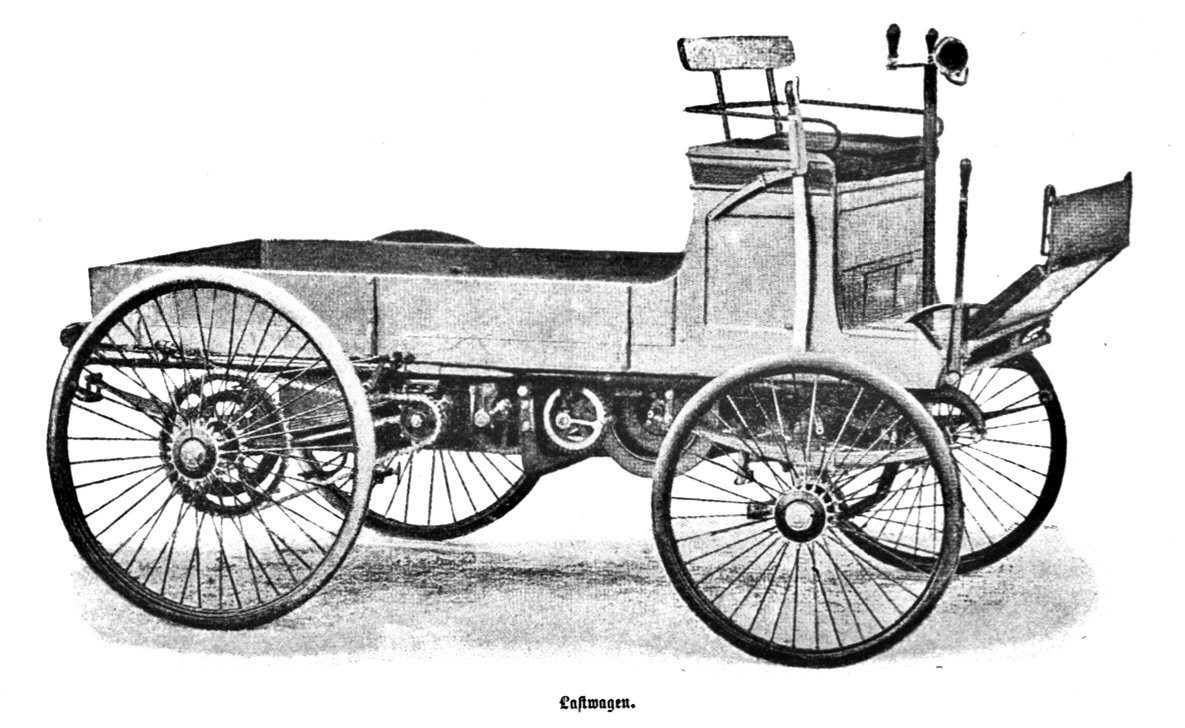
Peugeot Type 22

Nel 1895 la Peugeot, ancora non registrata ufficialmente come Casa costruttrice, debuttò nel mondo dei mezzi commerciali, introducendo il Type 13, una sorta di piccolo, primitivo pick-up. La sua produzione terminò nel 1897.

Fu sostituito nel 1898 da un altro piccolo pick-up di neppure 3 m di lunghezza, denominato Type 22, che montava un piccolo bicilindrico in posizione centrale raffreddato ad acqua in grado di spingerlo a una velocità massimadi 20 km/h. Questo automezzo fu prodottonel solo 1898 in soli 5 esemplari.

Uscito di produzione il Type 22, vi furono oltre due anni di assenza della Casa francese nel settore dei veicoli commerciali, dopodiché, nel 1901 furono introdotti i Type 34 e 35, in listino solo per quell'anno e consistenti in due modelli differenti per soddisfare maggiormente anche le esigenze di quella fetta di mercato.